# Burg Frankenstein (Odenwald)

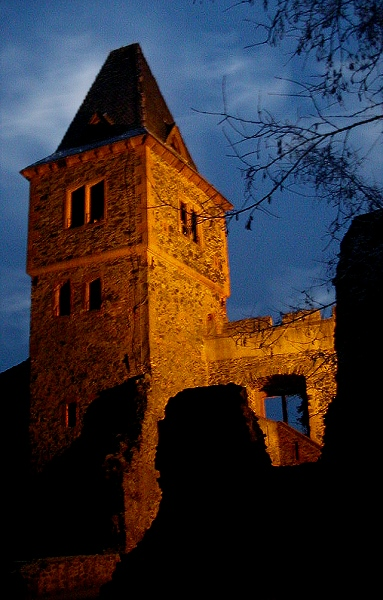
Wohnturm der Burg Frankenstein bei Nacht

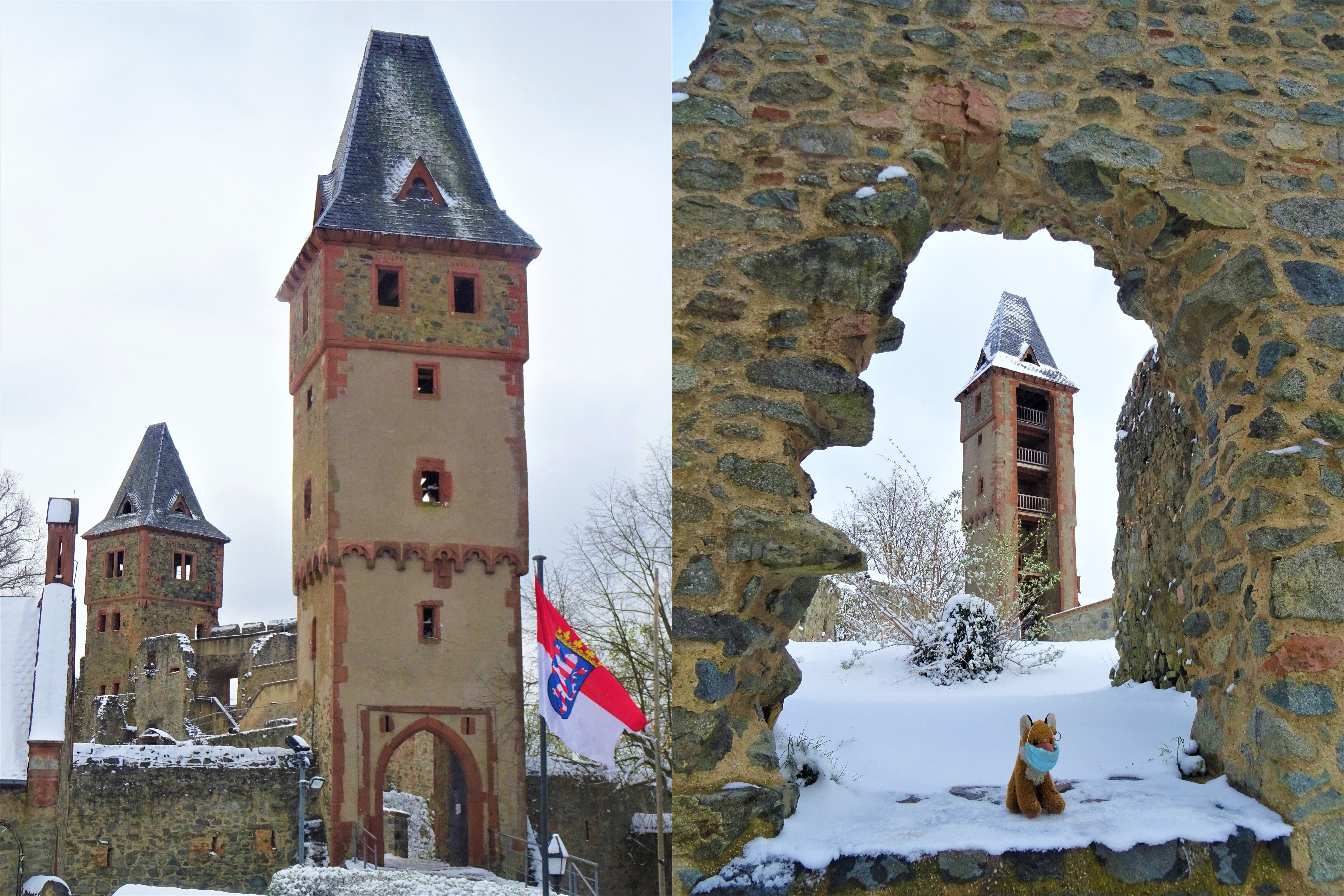

Burg Frankenstein liegt südöstlich des Darmstädter Stadtteils Eberstadt auf der Gemarkung des Mühltaler Gemeindeteils Nieder-Beerbach und ist die nördlichste einer Reihe von Burgen und Burgruinen am westlichen Rand des Odenwaldes mit Blick auf die Rheinebene. Die das Mittelgebirge flankierende (Alte) hessische Bergstraße verläuft rund 1,5 km westlich und 225 m niedriger.
Berühmtheit verdankt die Burg Frankenstein der Tatsache, dass sie als Namensgeber für Mary Shelleys bekanntes Buch „Frankenstein oder der moderne Prometheus“ dargestellt wird, das auch mehrfach verfilmt wurde. Eine Verbindung Mary Shelleys mit der Burg wird von verschiedenen Autoren aus Gründen der beschriebenen Lokalitäten angezweifelt – zudem wird in dem Roman keine Burg erwähnt. Da das Ehepaar Shelley auf der Reise nach Genf aber durch das Rheintal kam, wird vermutet, dass die Schriftstellerin den Namen der Burg bzw. des Adelsgeschlechtes übernahm (der Held im Buch, Viktor Frankenstein, wird als Patriziersohn beschrieben, der aber aus der Schweiz stammt).

## Geschichte
Die Burg Frankenstein steht auf einem 370 m hohen Ausläufer des Langenbergs. Erstmals erwähnt wurde sie im Jahre 1252 in einer Urkunde Konrad II. Reiz von Breuberg und seine Ehefrau Elisabeth von Weiterstadt betreffend. Aus der Formulierung des Dokuments „super castro in frangenstein“ („auf der Burg auf dem Frankenstein“) geht jedoch hervor, dass die Burg zu dieser Zeit bereits erbaut war und genutzt wurde. Die genaue Entstehungszeit ist ungewiss; Vermutungen reichen bis in fränkische Zeit zurück. Die meisten Historiker gehen von einem Baujahr um 1240 aus.
Das Adelsgeschlecht der Herren von und zu Frankenstein entstand infolge der Heirat von Konrad II. Reiz von Breuberg und Elisabeth von Weiterstadt. Die Frankensteiner stellten in der Folge die Oberherren von Eberstadt, Nieder-Beerbach, Schmalbeerbach (heute zu Lautertal (Odenwald)), Ober-Beerbach, Stettbach (beide heute zu Seeheim-Jugenheim), Allertshofen (heute zu Modautal), Bobstadt (heute zu Bürstadt) und Ockstadt bei Friedberg.
Spätestens 1292 erklärten sich die Frankensteiner durch Friedrich von Frankenstein zu Burgmannen der Grafen Wilhelm I. und Diether VI. von Katzenelnbogen und räumten diesen unbeschränkten Zutritt zur Burg und Unterstützung im Kriegsfalle ein. Zu einem solchen Fall kam es aber nie. Die Burg selbst wurde niemals belagert.

Urkunde der ersten Erwähnung 1252

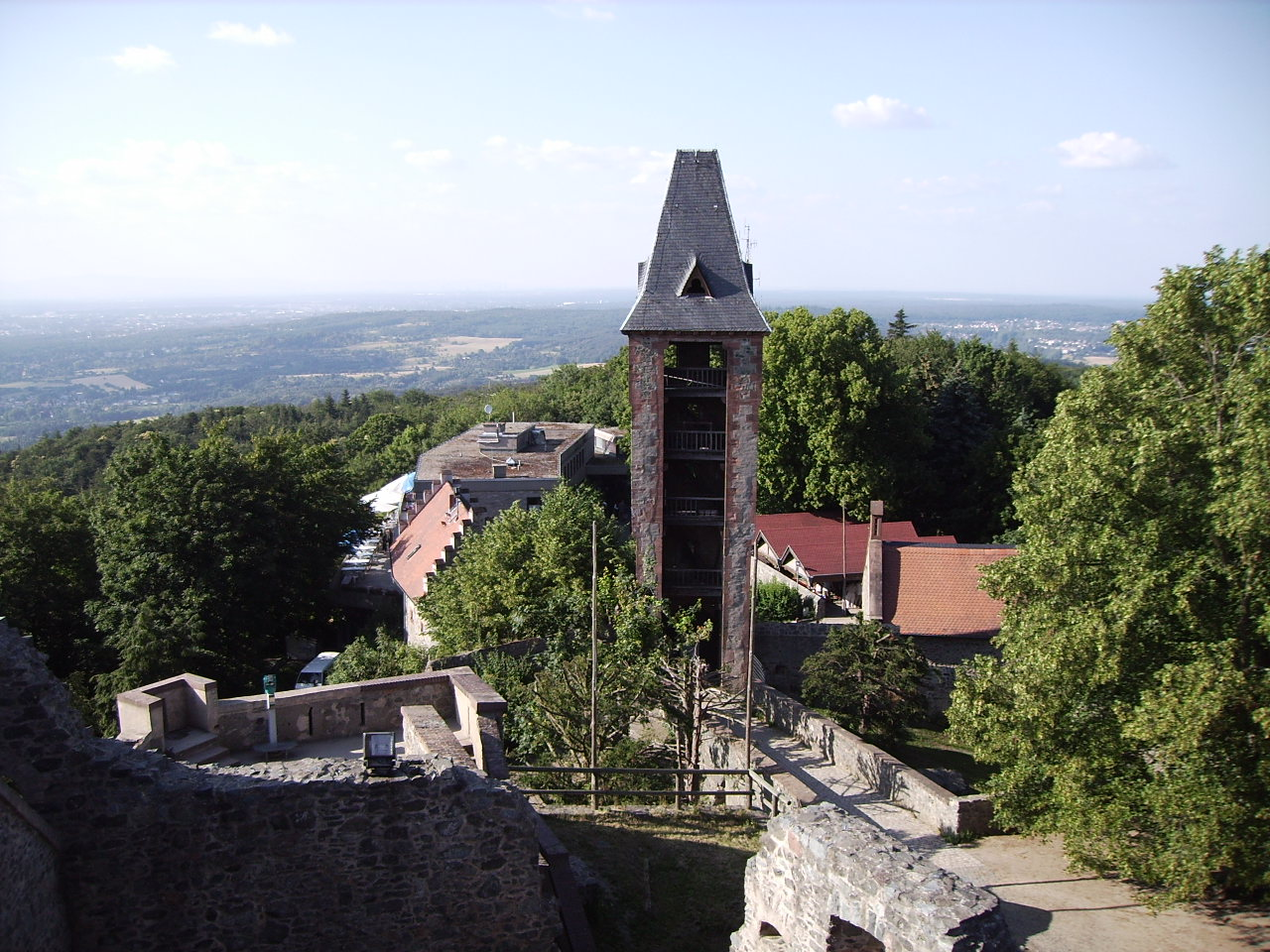
Überblick über die Burg, rechts sind die Kapelle und die Stallungen zu erkennen

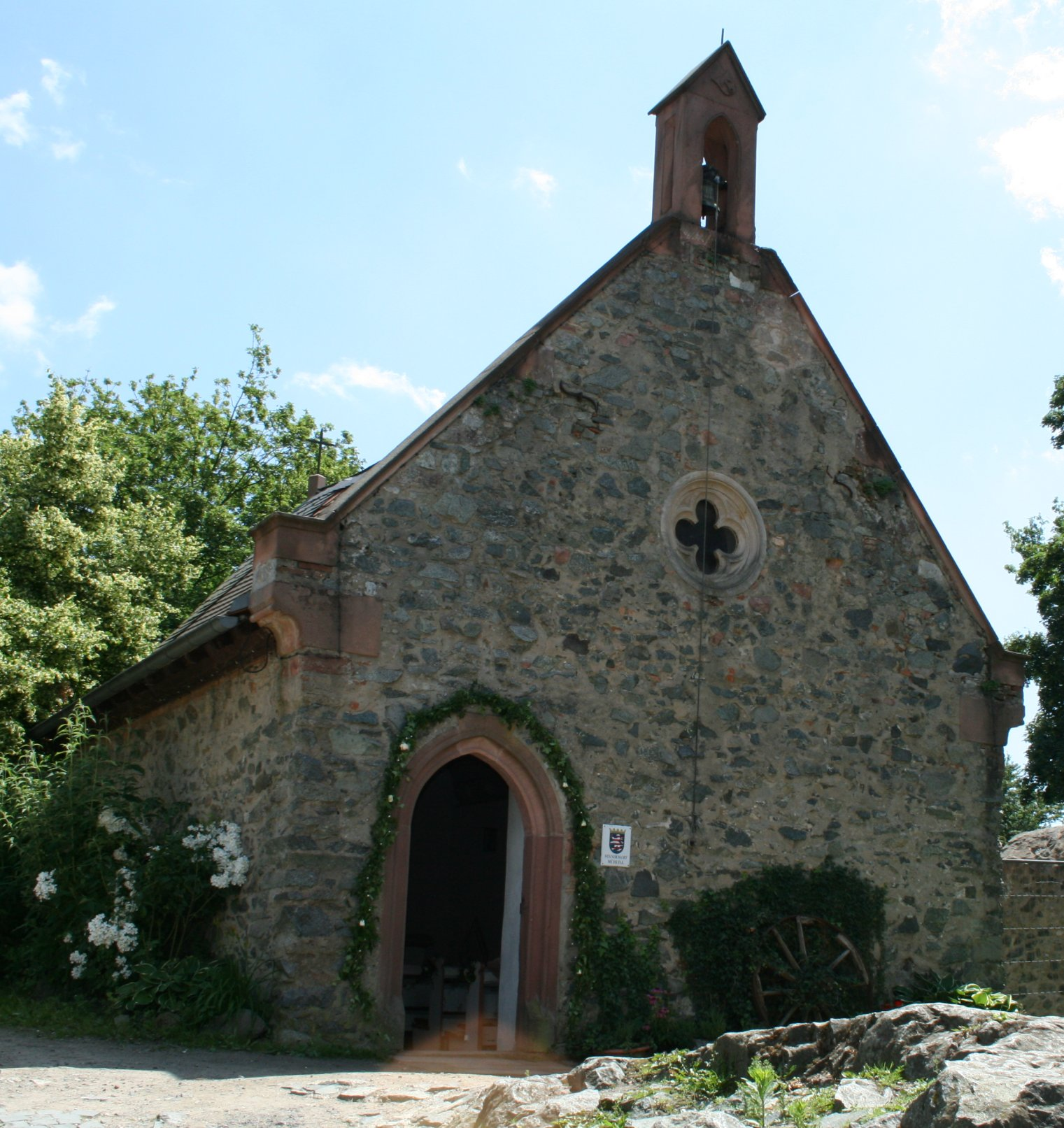
Die Burgkapelle

Im Laufe des 14. Jahrhunderts spaltete sich das Frankensteiner Geschlecht in zwei Linien. Sie teilten daraufhin die Burg nach einem peinlich genau beschriebenen Burgfrieden von 1363. Dennoch waren stetige rechtliche Auseinandersetzungen zwischen den beiden Linien die Folge.
Um das Jahr 1400 stieg der Einfluss der Frankensteiner. Die zu klein gewordene Burg wurde um die Vorburg massiv erweitert und modernisiert. 1402 wurde die Burg, zusammen mit Nieder-Beerbach, Reichslehen und damit unabhängig von den mächtigen Grafen von Katzenelnbogen. Die restlichen Gebiete der Frankensteiner Herrschaft blieben aber in gewisser Abhängigkeit von Katzenelnbogen, ab 1479 von Hessen.
Das 16. Jahrhundert war durch eine rege Bautätigkeit geprägt, ein Beleg für die offenkundig gute wirtschaftliche Lage der Herrschaft. Die Burg erreichte in dieser Zeit die auch heute noch vorhandenen Ausmaße. Gleichzeitig verschärften sich aber auch die Konflikte mit den hessischen Landgrafen, vor allem ab 1567, als nach Teilung des Landes Landgraf Georg I. Darmstadt zu seiner Residenzstadt machte. Besonders der Versuch der Frankensteiner, am katholischen Glauben festzuhalten, sorgte für Konflikte. Während Landgraf Georg mit einigem Erfolg große Teile seiner Herrschaft in einem geschlossenen Territorium zusammenzog, blieb die Frankensteiner Herrschaft ein Flickenteppich aus einigen Dörfern. Lediglich das Gebiet in unmittelbarem Umfeld der Burg, vor allem das reichsunmittelbare Dorf Nieder-Beerbach, aber auch die nicht reichsunmittelbaren Dörfer Eberstadt und Ober-Beerbach, kann als geschlossenes Territorium der Frankensteiner betrachtet werden.
Außer auf der Burg selbst und in Nieder-Beerbach hatten die Landgrafen von Hessen zudem das Zentrecht in allen Eberstädter Besitzungen inne. Dies dehnten sie bald auch, trotz rechtlicher Fragwürdigkeit, auf das reichsunmittelbare Nieder-Beerbach aus. Die Frankensteiner strengten daher unzählige Rechtsstreite vor dem Reichskammergericht an, der politische Druck durch die hessischen Landgrafen war aber zu groß, und so mussten die Frankensteiner letztlich die Oberherrschaft Hessen-Darmstadts über ihr Territorium akzeptieren.
Trotz testamentarischer Verfügung durch den damaligen Chef des Hauses Frankenstein, keinesfalls an Hessen zu verkaufen und eher auf die Hilfe von Kurmainz zu hoffen (das sich jedoch an einem Kauf der Frankensteiner Herrschaft nicht interessiert zeigte), verkaufte man 1662 schließlich an Hessen-Darmstadt.
Landgraf Ludwig VI. von Hessen-Darmstadt kaufte für 109.000 Gulden die Burg samt der Frankensteiner Herrschaft. Die Herren von Frankenstein, seit 1670 Freiherren, zogen sich nach Franken (Ullstadt) zurück, wo sie eine neue Herrschaft gekauft hatten. Ihre Nachfahren leben heute noch dort.
Da es dem Landgrafen weniger um die Burg als um den Territorialbesitz der Frankensteiner ging, verfiel die Burg, die sich beim Verkauf noch in gutem Zustand befunden haben muss, in der Folgezeit zusehends. Bis zum 18. Jahrhundert diente sie zwar noch als Invalidenhaus und Zufluchtsort während der Eroberungskriege Ludwigs XIV. von Frankreich, bald danach aufkommende Gerüchte von verborgenen Schätzen sorgten jedoch für erhebliche Zerstörungen, da man, um dieser vermeintlichen Schätze habhaft zu werden, Mauern und Kellerdecken einriss. Mitte des 18. Jahrhunderts war die Vorburg weitgehend verfallen. Endgültig zerstört wurde dann auch die Kernburg in der Folgezeit durch die Ehefrau des damaligen Burgverwalters, die alles zu Geld machte, was zu Geld zu machen war. Dazu zählten neben dem kompletten Inventar auch das Blei von den Dächern, die Ziegel und die Holztreppen. Die Bauern der Nachbardörfer nutzten die Burg zudem als billigen Steinbruch, bis kaum mehr ein Stein auf dem anderen lag.
Erst ab Mitte des 19. Jahrhunderts ließ Großherzog Ludwig III. die Burg im Sinne der damaligen Burgenromantik teilweise restaurieren. Dabei ging man jedoch sehr ungeschickt und ungenau vor und zerstörte mehr als man aufbaute. Die augenfälligsten Restaurierungen, die beiden Türme, wurden zudem fehlerhaft durchgeführt. Der Torturm erhielt ein Stockwerk zu viel, und der innere Wohnturm hatte wohl nie eine Turmhaube.
Im 20. Jahrhundert wurde die Burg zunehmend zum Ausflugsziel. Im neueren Teil der Burg befand sich ein nach fünfjähriger Bauzeit im September 1970 eingeweihtes, im Oktober 2023 jedoch wieder geschlossenes Restaurant mit Aussichtsterrasse. In den 1970er Jahren riefen US-Soldaten ein alljährliches Festival zu Halloween ins Leben, das heute als größtes seiner Art in Deutschland gilt.

## Architektur
Die Burganlage der Spornburg ist in verschiedene Abschnitte gegliedert, die in jeweils verschiedenen Epochen gebaut wurden. Die südliche Kernburg, die von dicken Mauern mit Zinnen und Wehrgängen geschützt ist, ist der älteste Teil. Hier befanden sich die meist in Fachwerkbauweise erstellten Wirtschafts- und Wohngebäude um einen engen Hof. Da die Außenmauern der Häuser auch gleichzeitig die Außenmauern der Burg darstellten, waren sie sehr dick. Im Süden vor der Burg sind noch Halsgräben zu erkennen. Zum besseren Schutz des Zwingers wurde später eine weitere Ringmauer gebaut. Der Torturm war lange der Haupteingang zur eigentlichen Burg.
Um Platz zu gewinnen, wurde die Kernburg später um eine Vorburg erweitert, welche ebenfalls von einer starken Mauer umgeben ist. Zu Anfang des 16. Jahrhunderts wurde die Burg erneut umgebaut und erweitert, bis sie zur Mitte des 16. Jahrhunderts ihre endgültige Form bekam. Außer der 1474 errichteten Kapelle steht heute nichts mehr in der Vorburg.
Bevor die Burg um die Vorburg erweitert wurde, befand sich vor dem Torturm ein Graben mit Zugbrücke. Dieser ist heute zugeschüttet. Im Torturm sind allerdings noch die Rollen und Auflagesteine der Zugbrücke zu erkennen.
Zur gefährdeten Südseite hin wurde ein vorgelagerter Batterieturm errichtet, welcher zur Burg hin offen ist, um den Feind weiterhin unter Beschuss nehmen zu können, sollte er den Turm einnehmen.
Das Brunnenhaus der Burg befand sich im inneren Burghof. Heute ist der noch erhaltene Brunnen zugedeckt.

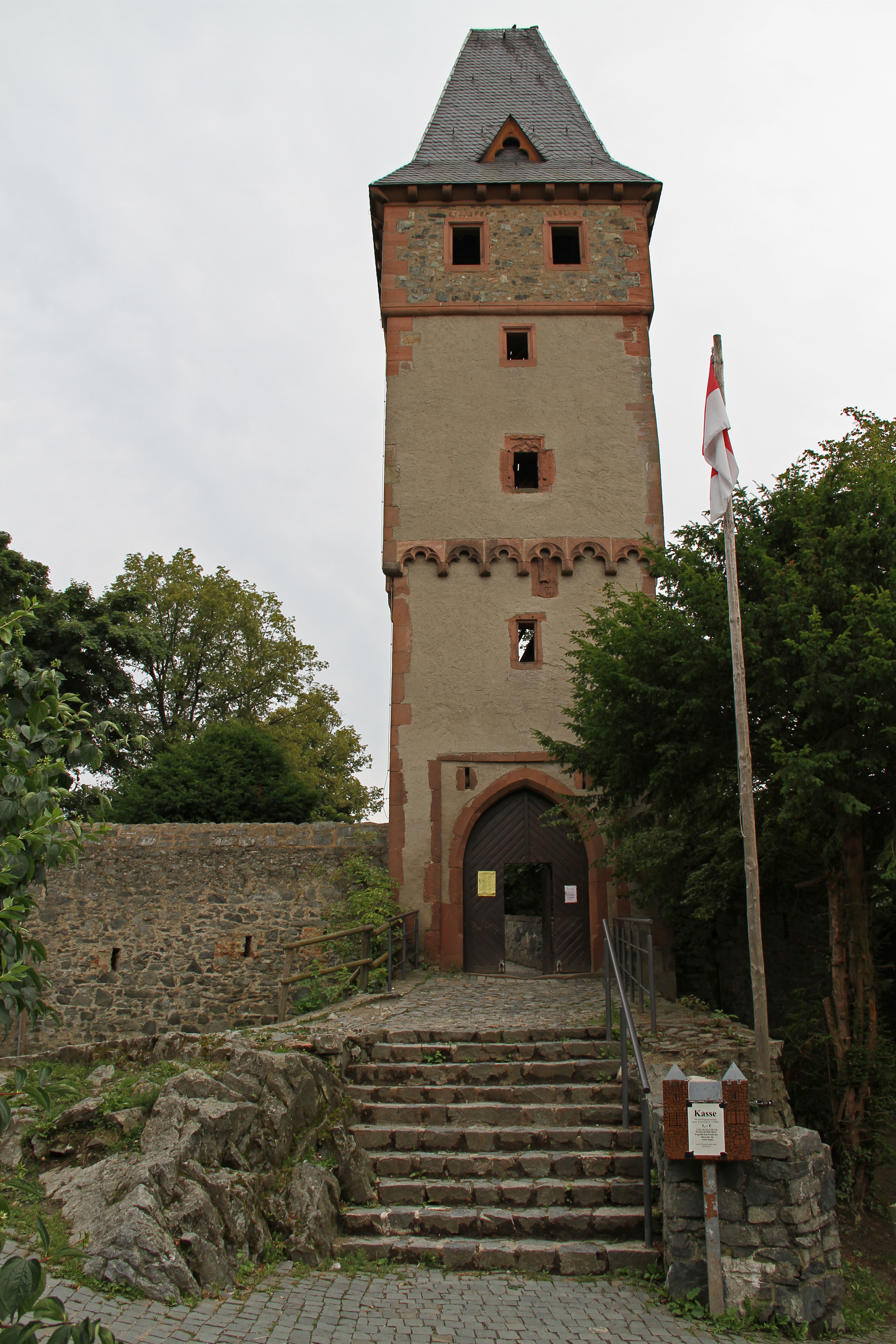
Torturm von Wappen Frankenstein
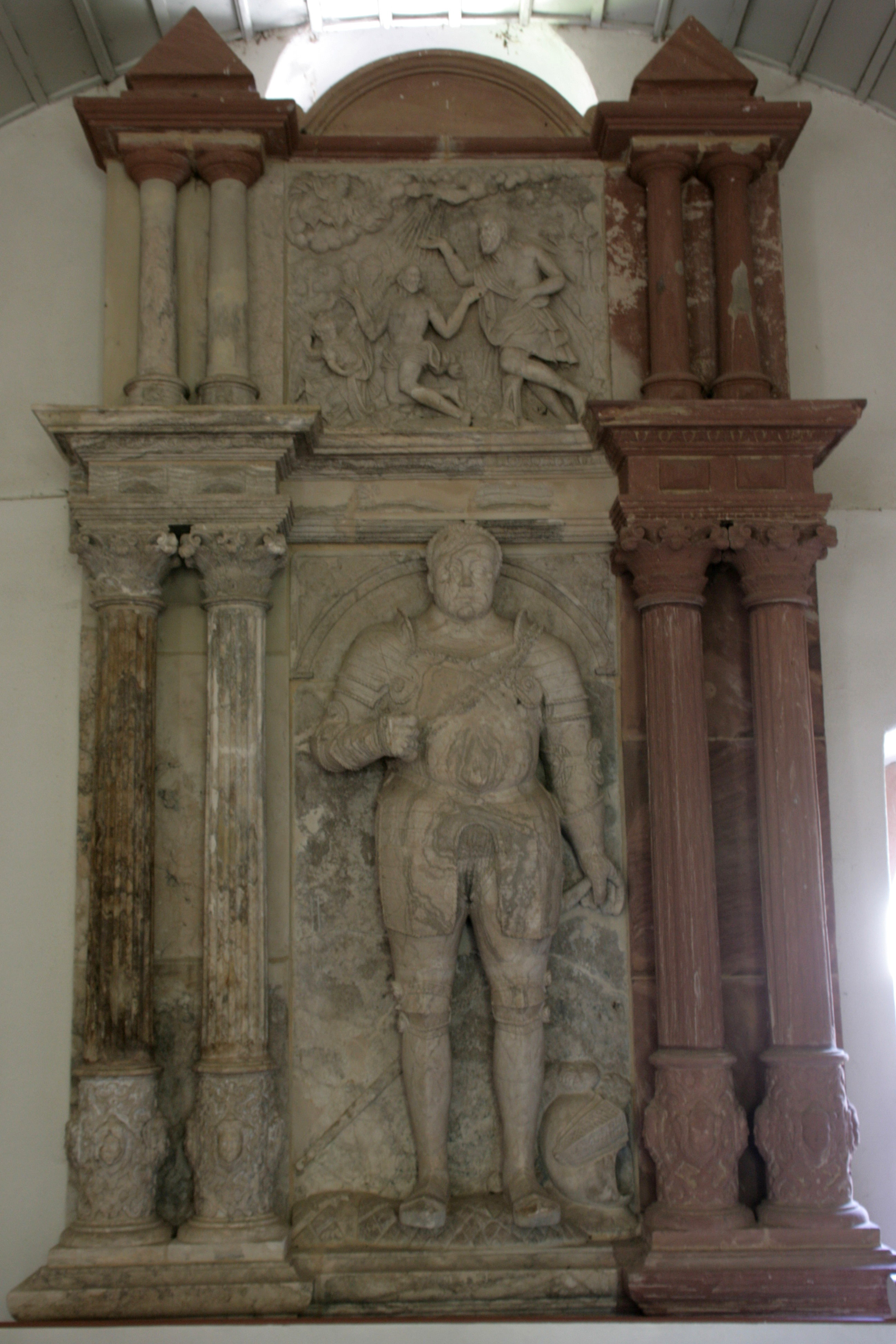
Epitaph Ludwig Frankensteina (+1602)
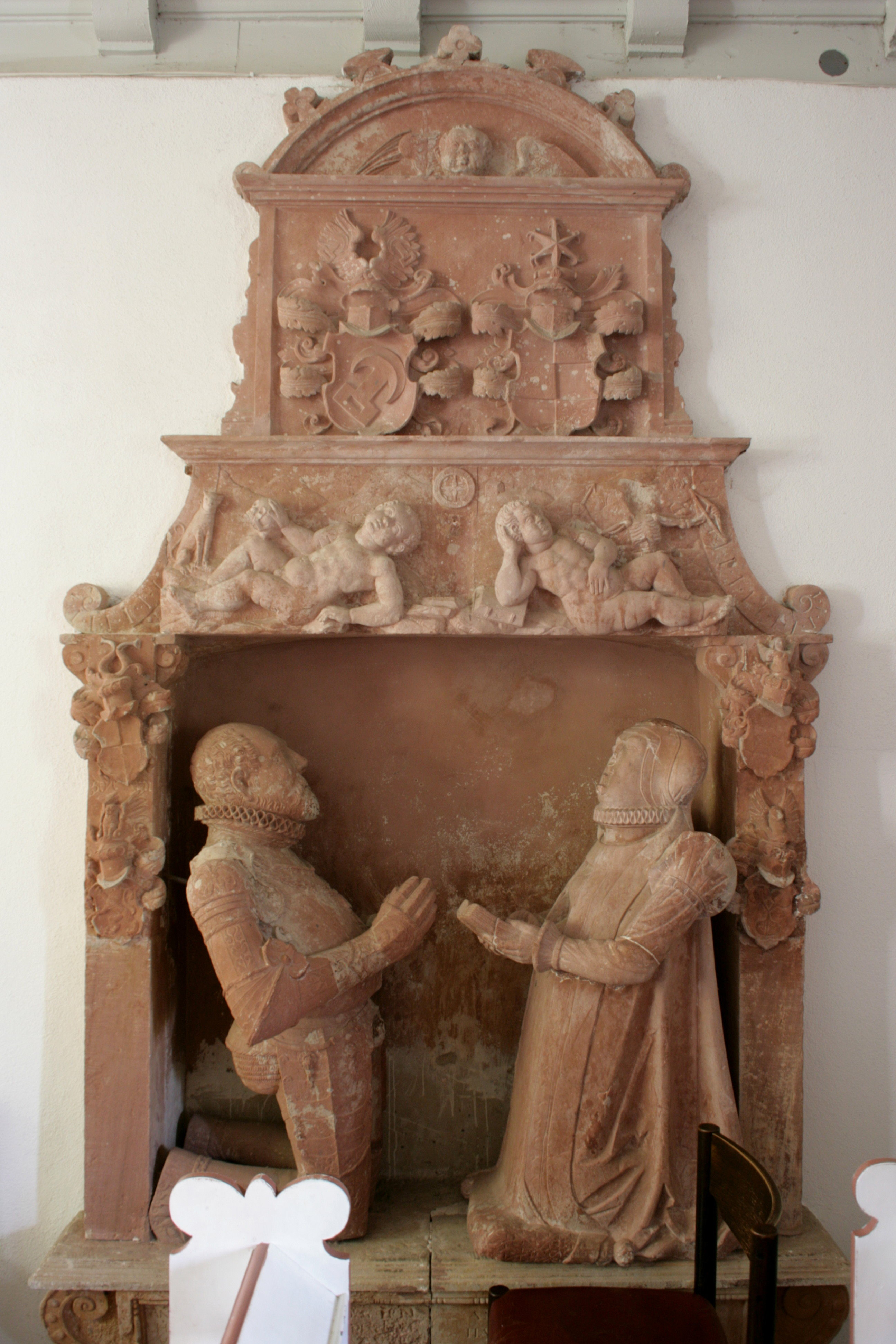
Epitaph von Wappen Frankenstein, Rodenstein
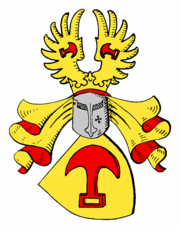
Wappen: Ludwig von Frankenstein
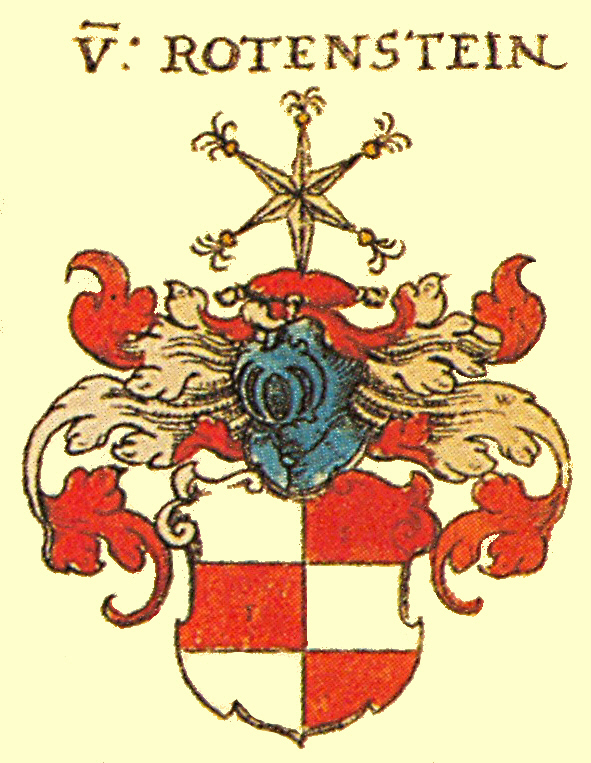
Wappen: Katharina von Rodenstein

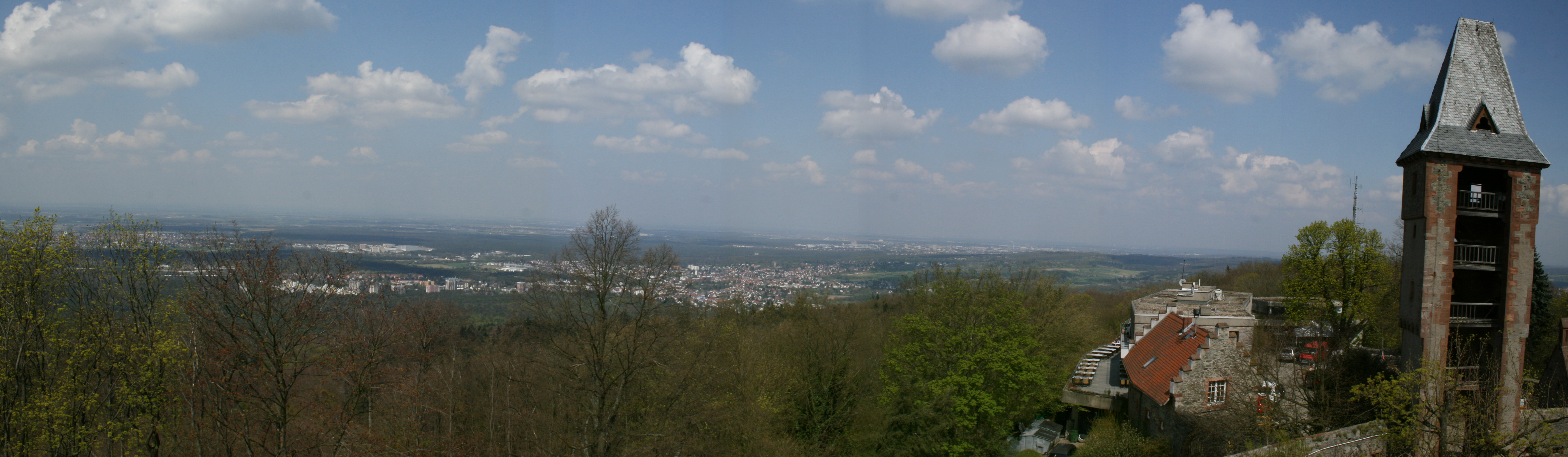
Panorama der Rheinebene fotografiert von Burg Frankenstein

### Ehrenmal für die Gefallenen der Weltkriege

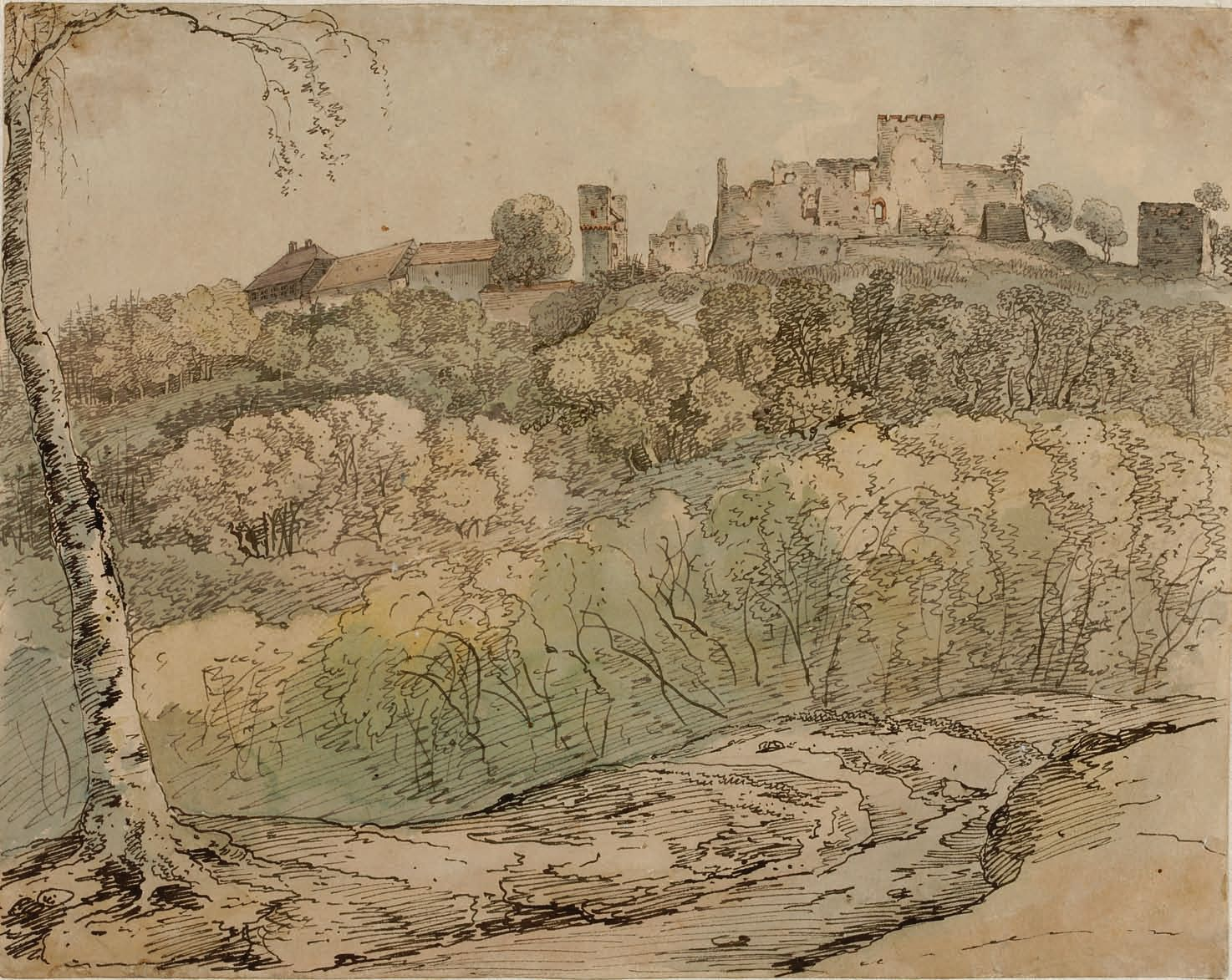
Burg Frankenstein, 1813, Karl Philipp Fohr

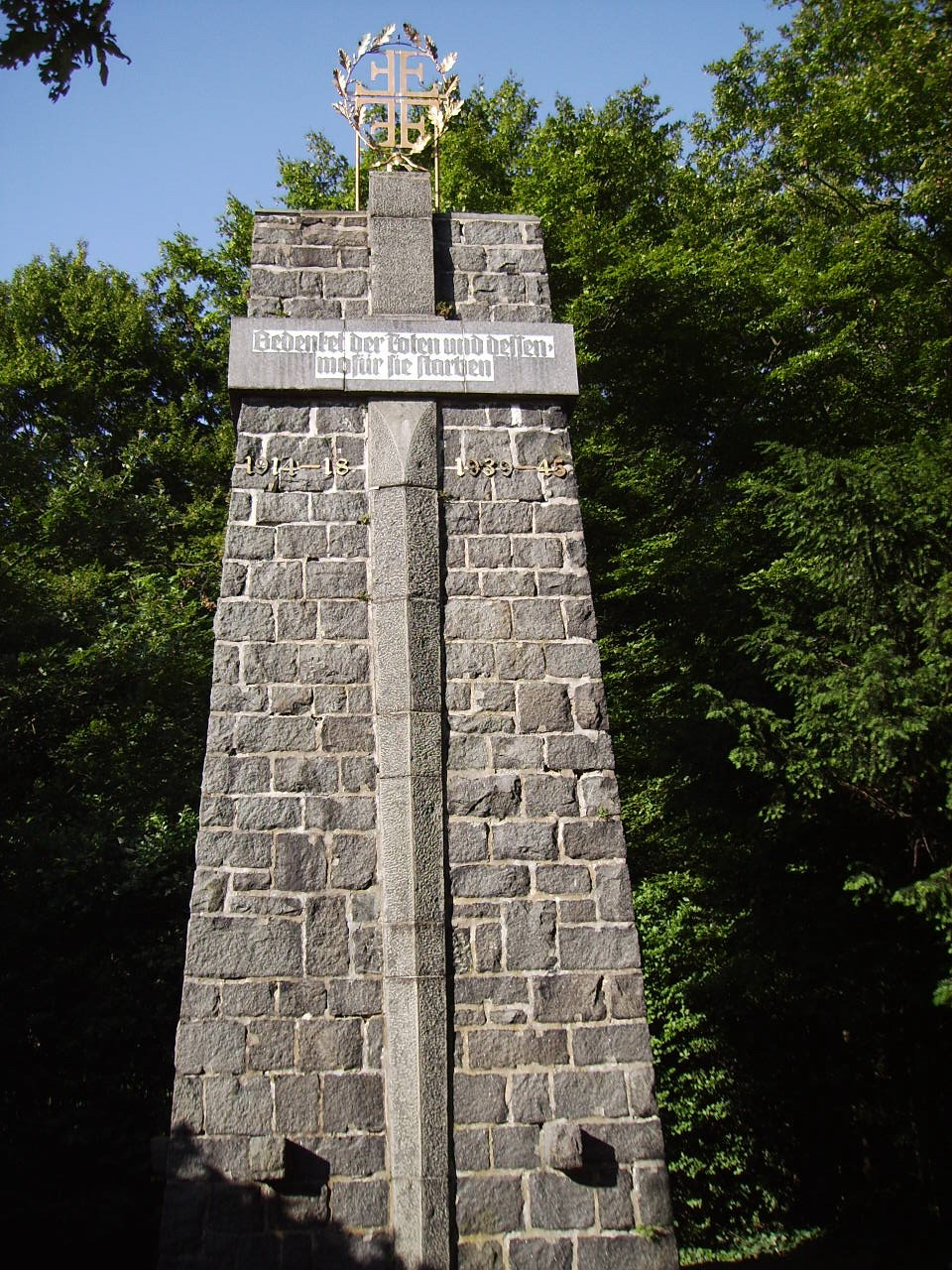
Von Turnern des Frankenstein-Bergturnfestes errichtetes Ehrenmal für die Weltkriegstoten in der Nähe der Burg

Nahe der Burg, neben dem Parkplatz, wurde von Turnern ein Ehrenmal errichtet und am 4. September 1927 eingeweiht. Hier wird jährlich – während des Frankenstein-Bergturnfestes – der Gefallenen gedacht. Das Ehrenmal ist in Form eines Schwertes konstruiert, das gegen ein steinernes Podest lehnt. Auf der Parierstange ist die Aufschrift Gedenkt der Toten und dessen, wofür sie starben zu lesen, darunter 1914–1918 (Erster Weltkrieg) und 1939–1945 (Zweiter Weltkrieg). Oberhalb des Heftes befindet sich das Turnerkreuz.

## Mythen, Sagen und Kuriositäten

### Ritter Georg und der Drache
Im Steinbruch unterhalb der Burg soll Ritter Georg von Frankenstein einen Lindwurm besiegt haben. Der Sage nach habe der Lindwurm das Dorf Nieder-Beerbach heimgesucht und sich nur zeitweise vom Fleisch junger Mädchen beruhigen lassen. Schließlich habe sich der Ritter entschlossen, das Untier zu töten, was ihm nach erbittertem Kampf auch gelungen sei. Allerdings sei er am Gift des Untiers gestorben, das dieses in die Kniekehle des Ritters gespritzt habe.
Die Variante der Sage, nach der Ritter Georg seine heimliche Geliebte Anne-Marie vor dem Lindwurm gerettet habe, bezieht eine ursprünglich wohl eigenständige Sage um drei mysteriöse Lichter in einem verlassenen Haus mit ein. In dieser Variante hätten Anne-Marie und Georg die Lichter als geheime Zeichen genutzt. Nach Georgs Tod sollen die Lichter in der Adventszeit wieder gebrannt haben, und man habe Anne-Maries bleiches Antlitz sehen können, das sehnsüchtig zum Frankenstein hinaufblickte.
In der Nähe des Steinbruchs erinnert heute noch ein steinerner Lindwurm an die Sage. Diese selbst soll auf einen Ritter Georg von Frankenstein zurückgehen, der im Jahr 1531 gestorben sei. Sein Grabmal zeigt ihn mit einem Lindwurm kämpfend. Die Sage ist jedoch deutlich später entstanden; das Motiv des Grabmals spielt vermutlich auf den Namenspatron des Verstorbenen an, den Heiligen Georg, der üblicherweise mit einem Drachen kämpfend dargestellt wurde.

### Das alte Schloss
Unterhalb der Burg Frankenstein, östlich der Landesstraße, die Nieder- und Ober-Beerbach verbindet, befindet sich ein Ort, der seit jeher „altes Schloss“ genannt wird. Der örtlichen Folklore nach soll es sich hierbei entweder um einen alten Ringwall aus der Bronzezeit oder den alten Sitz der Frankensteiner handeln.
Die Forschung geht davon aus, dass es sich bei dem „alten Schloss“ lediglich um eine heute nur noch in letzten Überresten erhaltene Turmburg aus der späten Salierzeit handelt.

### Die alte Burg
Hinter der Nieder-Beerbacher Kirche in Richtung Frankenstein befindet sich ein Bergkegel, der auf alten Flurmarken als „alte Burg“ und im Volksmund als „Die áld Bejje“ bezeichnet wird (wobei das mundartliche „Bejje“ außerhalb Nieder-Beerbachs nicht bekannt ist). Dort soll sich einst ein Vorgängerbau der Burg Frankenstein befunden haben. Dieses alte Bauwerk soll über unterirdische Gänge nicht nur mit der „neuen“ Burg Frankenstein verbunden gewesen sein, sondern auch mit der Nieder-Beerbacher Kirche und der ehemaligen Martinskapelle in Bessungen. In diesen Gängen soll sich ein großer Schatz aus Gold, Silber und Wein befinden.
Tatsächlich finden sich an besagter Stelle Reste einer Wehranlage, die vermutlich aus der Mitte des 11. Jahrhunderts stammt. Der Ursprung der Anlage ist nicht geklärt. Vermutungen gehen von dem Herrschaftssitz einer bereits im Mittelalter ausgestorbenen Adelsdynastie aus, die vor den Frankensteinern über das Beerbachtal herrschte.

### Schatzsucher
Im 18. Jahrhundert brach infolge dieser Sage ein regelrechter Goldrausch aus. 1763 fand eine groß angelegte, aber offenbar sehr chaotisch und planlos verlaufende Ausgrabung statt, die sich neben der alten Sage auch auf die Aussagen von Kristallkugellesern stützte. Der damalige Pfarrer von Nieder-Beerbach versuchte die Aktion zu verhindern, was zu Beschimpfungen und Forderungen nach seiner Absetzung führte.
Am Ende sollen die Schatzsucher ein einziges Chaos aus Löchern, Schächten und Höhlen hinterlassen haben. Einen geheimen Gang oder gar einen Schatz hatten sie nicht gefunden. Das Goldfieber hatte die Leute jedoch so sehr gepackt, dass erst ein Unglücksfall, der Tod eines Schatzsuchers, der in einem der provisorischen Schächte verschüttet wurde, die Schatzsuche vorübergehend beendete.
Einige Jahre später, 1770, kam es zu einer erneuten Schatzsuche, die jedoch lediglich zwei kleine Mauerstücke, vermutlich Überreste einer ehemaligen Ansiedlung, hervorbrachte. Ein dritter Versuch 1787/88 endete mit einem weiteren tödlichen Unfall, woraufhin jegliche weiteren Grabungen von der Obrigkeit verboten wurden.

### Das Frankensteiner Eselslehen
Weniger eine Sage als vielmehr eine historisch verbürgte Kuriosität ist das Frankensteiner Eselslehen. Bis ins späte 16. Jahrhundert liehen die Frankensteiner Ritter einen Esel samt Knappen zu Prangerzwecken an die umliegenden Orte (hauptsächlich nach Darmstadt). Diese spezielle Bestrafung wurde Frauen zuteil, die ihren Ehemann geschlagen hatten.
Dabei gab es zwei Varianten: hatte die Frau ihren Mann „durch hinterlistige Bosheit“, ohne dass er sich wehren konnte, geschlagen, so führte der Frankensteiner Knappe den Esel. Hatte er aber in einer „ehrlichen Fehde“ die Schläge abbekommen, musste er den Esel selbst führen (dies sollte wohl zum Ausdruck bringen, dass es auch für den Mann eine Schande war, wenn er sich nicht gegen seine eigene Frau zur Wehr setzen konnte).
Zu Ende des 16. Jahrhunderts verschwand das Frankensteiner Eselslehen, angeblich weil der Darmstädter Landgraf die vereinbarte Aufwandsentschädigung für die Frankensteiner Ritter schon seit geraumer Zeit nicht mehr bezahlte. Tatsächlicher Grund dürfte jedoch der Versuch gewesen sein, das eigentlich nur mit der Stadt Darmstadt bestehende Eselslehen auf alle Centbezirke der Landgrafschaft auszudehnen. Eine Zustimmung der Frankensteiner, den Esel auch in andere Orte zu schicken, wäre daher einem Anerkenntnis der Centherrschaft auch über sämtliche Frankensteiner Besitzungen gleichgekommen.

### Hexenkult
Auf dem nahe der Burg gelegenen Ilbes-Berg (Magnetberg) befinden sich magnetische Steine. Der Magnetismus soll durch Hexen entstanden sein. Außerdem soll dieser Berg nach dem Brocken der zweitgrößte Hexenkultplatz Deutschlands sein. Historisch dürfte dieser enge Bezug des Ilbes-Berges als Hexenkultplatz aber eher jüngeren Datums sein und wie auch die Sagen um Johann Konrad Dippel (s. u.) erst in den letzten Jahrzehnten entstanden sein. In den zeitgenössischen Dokumenten der Hexenverfolgungen in der Landgrafschaft Hessen-Darmstadt spielt der Ilbes-Berg zumindest keine Rolle. Damals galt Griesheim als Haupttreffpunkt der Hexen.

### Johann Konrad Dippel
Der örtlichen Folklore und den heutigen Burgverwaltern zufolge soll der im Jahr 1673 auf der Burg geborene Theologe, Alchemist und Arzt Johann Konrad Dippel hier diverse alchemistische Versuche durchgeführt haben, so zum Beispiel Versuche mit Nitroglyzerin, das je nach Dosierung als Sprengstoff oder Medikament verwendet wird. Von Historikern wird dies bezweifelt, da es keine Dokumente gibt, die ausweisen, dass Dippel nach Abschluss seines Studiums in Gießen 1693 jemals wieder auf die Burg zurückkehrte. Im Falle der angeblichen Experimente mit Nitroglyzerin handelt es sich sogar um einen Anachronismus, da Nitroglyzerin zu Dippels Zeit noch gar nicht entdeckt war. Radu Florescu verortet Dippels Labor übrigens nicht auf Burg Frankenstein, sondern im Gasthaus „Zum Löwen“ in Seeheim.
Verbreitung fanden diese „neuen“ Legenden über Dippel durch ein 1999 erschienenes Buch des Autors und selbsternannten Burgschreibers der Burg Frankenstein, Walter Scheele, in dem auch behauptet wurde, dass Dippel das historische Vorbild für Mary Shelleys Buch Frankenstein oder der moderne Prometheus sei, eine These, die aufgrund fehlender Belege und Hinweise von Historikern des Geschichtsvereins Eberstadt-Frankenstein abgelehnt wird.
Die Quellen des Burgschreibers Scheele wurden wiederholt als fehlerhaft oder schlichtweg erfunden bezeichnet.

## Regelmäßige Veranstaltungen

### Halloween-Burg-Festival
Von 1977 bis 2023 fand auf der Burg regelmäßig an drei Wochenenden im Oktober/November (rund um Halloween) eines der größten Halloweenfeste Deutschlands statt. Begründet wurde dieses Fest von den damals in Darmstadt und Umgebung stationierten US-Amerikanern. Dabei wurden die zahlreichen Besucher von verkleideten Schauspielern und Spezialeffekten erschreckt und unterhalten. Da sich der Veranstalter und der Landesbetrieb Bau und Immobilien Hessen (LBIH) nicht auf eine Fortsetzung einigen konnten, ist das Festival auf die Burg Königstein im Taunus dauerhaft umgezogen.

### Frankenstein-Trophy
Bei der Frankenstein-Trophy handelt es sich um eine 2,74 km lange, permanente Zeitfahrstrecke für Radfahrer, auf der 218 Höhenmeter überwunden werden müssen. Sie liegt auf der Eberstädter Seite des Berges. Beginn und Ende der Strecke sind jeweils durch einen roten Strich am Fahrbahnrand markiert.

### Frankenstein-Bergturnfest
Seit 1902 findet alljährlich im August/September – südwestlich von Burg und Besucherparkplatz – auf einer eigens ausgewiesenen Wettkampf-Freifläche das turnerisch-leichtathletisch orientierte Frankenstein-Bergturnfest statt. Zahlreiche Wettkämpfe zogen zigtausende von Menschen auf den Langenberg, so zum Beispiel die Langstreckenläufe. Die Erhebung, auf der sich die von Turnern in ehrenamtlicher Arbeit gestaltete Sportanlage befindet, wird auch als Magnetberg bezeichnet.

## Wanderwege

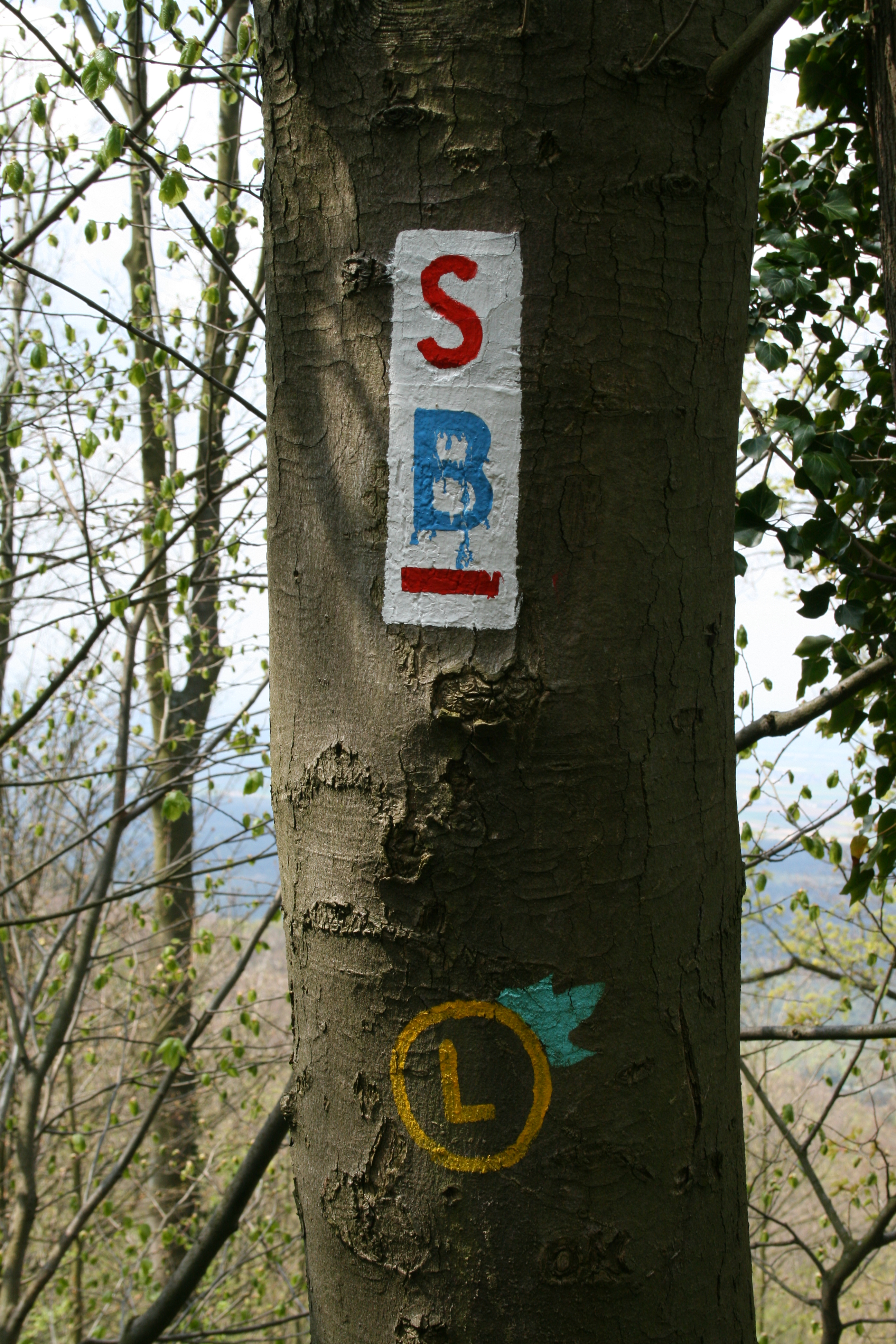
Markierungen des Alemannenwegs und des früheren Burgenwegs

Die Fernwanderwege Burgensteig Bergstraße und Alemannenweg passieren die Burg Frankenstein.
Rund um die Burg gibt es mehrere Wanderwege:
- Magnetberg-Weg (ca. 1,1 km), Einstieg: Parkplatz unterhalb der Burg, Ziel: Magnetberg mit den Magnetsteinen
- Burg-Weg (ca. 1,2 km), Einstieg: Parkplatz unterhalb der Burg, Ziel: Die Burg selbst
- Felsenpfad (ca. 2,5 km), Einstieg: Parkplatz unterhalb der Burg, Ziel: kleine Schutzhütte auf dem Magnetberg
- Untere-Burgweg (ca. 1,3 km), Einstieg: Parkplatz unterhalb der Burg, Ziel: Die Burg selbst
- Walderlebnispfad (ca. 3 km), Einstieg: Parkplatz unterhalb der Burg, Rundweg[29]
- Himmelsleiter, Einstieg: Nieder-Beerbach (Haltestelle Frankenberger Mühle), Ziel: Die Burg selbst[30]
- Herrenweg (Hier soll einst Fürst Bismarck zu Tal gefahren sein), Einstieg: Nieder-Beerbach (Haltestelle Frankenberger Mühle), Ziel: Tal

## Benachbarte Burgen und Schlösser
Alte Burg (Nieder-Beerbach), Altes Schloss (Nieder-Beerbach), Burg Tannenberg, Schloss Alsbach, Schloss Auerbach, Starkenburg, Schloss Heiligenberg (Jugenheim), Motte Burg Wellberg, Burg Jossa (Dagsberg), Weilerhügel

## Sagen
- Ludwig Bechstein: Das Frankensteiner Eselslehen[31] (Sage zu den Rittern von Frankenstein im Zusammenhang mit den bösen Weibern von Darmstadt)